# Pommern, Södermanland
Pommern är en by och sedan 2015 en småort strax öster om Sundsörs gård på gränsen mellan Södertälje och Nykvarns kommun. 